# Unité urbaine d'Orchies
L'unité urbaine d'Orchies est une unité urbaine française centrée sur la commune d'Orchies.

## Données globales
Dans le zonage réalisé en 2010, l'unité urbaine était composée de cinq communes.
Dans le nouveau zonage réalisé en 2020, elle est composée des cinq mêmes communes.
En 2022, avec 16 830 habitants, elle représente la 10e unité urbaine du département du Nord et occupe le 31e rang dans la région Hauts-de-France.
En 2020, sa densité de population s'élève à 323 hab/km2. Par sa superficie, elle ne représente que 0,9 % du territoire départemental et, par sa population, elle regroupe 0,64 % de la population du département du Nord.

## Composition de l'unité urbaine en 2020
Elle est composée des cinq communes suivantes :
| Nom                    | Code Insee | Département | Statut       | Superficie (km2) | Population (dernière pop. légale) | Densité (hab./km2) | Modifier                                    |
| ---------------------- | ---------- | ----------- | ------------ | ---------------- | --------------------------------- | ------------------ | ------------------------------------------- |
| Orchies (ville-centre) | 59449      | Nord        | ville-centre | 10,92            | 8 390 (2022)                      | 768                | modifier les données · modifier les données |
| Auchy-lez-Orchies      | 59029      | Nord        | banlieue     | 7,79             | 1 542 (2022)                      | 198                | modifier les données · modifier les données |
| Beuvry-la-Forêt        | 59080      | Nord        | banlieue     | 12,52            | 2 852 (2022)                      | 228                | modifier les données · modifier les données |
| Bouvignies             | 59105      | Nord        | banlieue     | 8,70             | 1 564 (2022)                      | 180                | modifier les données · modifier les données |
| Landas                 | 59330      | Nord        | banlieue     | 11,95            | 2 482 (2022)                      | 208                | modifier les données · modifier les données |

## Évolution démographique
| 1968   | 1975   | 1982   | 1990   | 1999   | 2008   | 2013   | 2020   |
| ------ | ------ | ------ | ------ | ------ | ------ | ------ | ------ |
| 11 485 | 11 478 | 12 063 | 13 888 | 15 188 | 16 289 | 16 484 | 16 785 |

#### Données générales
- Unité urbaine
- Aire d'attraction d'une ville
- Aire urbaine (France)
- Liste des unités urbaines de France

#### Données démographiques en rapport avec l'unité urbaine d'Orchies
- Aire d'attraction de
- Arrondissement de

#### Données démographiques en rapport avec le
- Démographie de